# Yoshua Okón
Yoshua Okón (Ciudad de México, 1970) es un artista mexicano. Es fundador de los espacios de arte La Panadería, un espacio de arte alternativo que operó de 1994 a 2002 y SOMA, una escuela de arte contemporáneo, ambos en la capital mexicana.El crítico de arte Cuauhtémoc Medina señala que Okón entró a la escena del arte mexicano como un niño prodigio. A la edad de 27 años produjo trabajos que ganaron valor icónico como A propósito (1997), una escultura hecha con 120 estéreos de coche obtenidos en el mercado negro acompañados por un video en el que Okón y Miguel Calderón se roban una de las piezas, Chocorrol (1997) un registro visual de la copulación entre un 'xoloitzcuintle' y un french poodle. El trabajo de Okón combina situaciones producidas, documentación e improvisación y cuestiona las percepciones habituales de la realidad y la verdad, la individualidad y la moralidad. 

## Educación
De 1990 a 1994 obtuvo un Bachelor in Fine Arts de la Concordia University, en Montreal. En 2002 recibió la maestría en arte de la UCLA con el apoyo de una beca Fulbright. 

## Obra
Aunque el video ha sido predominante en la práctica de Yoshua Okón, su trabajo también ha explorado la escultura, el dibujo, la pintura y la instalación. Como ha descrito el artista Paul MacCarthy, la práctica del artista mexicano no puede clasificarse en nociones como “videoarte” o “cine expandido”, porque las obras tienen una presencia física que las vincula directamente con la escultura y la instalación, “con el propósito de espectador haciendo algún tipo de asociación. Entonces, significa que el trabajo involucra video, y el video luego se coloca en algún tipo de situación.”
Según la historiadora del arte Helena Chávez MacGregor, la obra de Okón nos sitúa en el ámbito del absurdo como estrategia crítica y política. Su trabajo experimenta y redespliega la ambivalencia estructurada del mundo actual para convertir la obra de arte en una herramienta para sabotear el sentido común. Chávez MacGregor también menciona que es importante ubicar el trabajo de Okón en un contexto de desregulación del mercado, donde las políticas neoliberales y la narrativa de la globalización permitieron a los artistas de su generación dejar de ser gobernados por lo nacional o por una vieja tradición izquierdista (cooptada en México por el Partido Revolucionario Institucional). Esto es relevante porque establece los parámetros para comprender más claramente la naturaleza política de su producción, que deliberadamente se aleja de una agenda militante, para concentrarse en fisurar, romper y desestabilizar las reglas del statu quo.
En años posteriores, Okón ha adoptado un enfoque diferente con su trabajo. “La ironía que sirvió como forma de rebelión en los años noventa se convirtió luego en un sofisticado medio de develación. En sus primeras obras, las formas de tensión –ya fueran raciales, de clase o políticas– operaban como espejos que reflejaban los prejuicios sociales de los espectadores. En trabajos más recientes, la intervención radica en perforar estas superficies reflectantes para conectar diferentes procesos, dibujar constelaciones de territorios políticos y afectivos, y mostrar cómo el aspecto más íntimo de nuestro ser es parte de una compleja máquina de dominación.” “Mi propia implicación y la del público son fundamentales. Desde lo hiperlocal, mi trabajo tiende a ser una crítica de la violencia estructural de la cultura dominante. Todos habitamos el capitalismo; No me interesa hacer un trabajo moralista o didáctico. Prefiero meterme en el barro; mis obras hablan desde ese lugar, desde un lugar donde necesaria e inevitablemente somos parte de la representación que se está presentando”. Uniéndose a una tradición de situaciones altamente dirigidas que fusionan la realidad social con un artificio cuidadosamente calculado, los participantes en las obras de Okón se representan a sí mismos como actores de una constelación interconectada e interdependiente en la que todos participamos: “Estoy interesado en explorar hasta qué punto los procesos históricos, económicos y Las fuerzas políticas nos definen a todos, en la medida en que estamos determinados por nuestros sistemas”, dice el propio Okón sobre su trabajo. El artista recuerda que su obra tiende a ser una crítica a través de la risa. El uso del humor, aunque duro y oscuro, tiene como objetivo la reflexión, por lo que su postura crítica puede considerarse satírica, pero no cínica. Okón acepta que el humor mal utilizado puede trivializar la discusión, pero si se logra trascender su superficialidad puede ser una herramienta profunda, crítica y productiva. “En el momento en que ríes estás dentro, estás comprometido y cuestionando quién eres, y es más difícil descartar lo que se presenta... ya te estás riendo de ti mismo. El humor negro incómodo puede ser autorreflexivo. En palabras de Walter Benjamin: “no hay mejor disparador para pensar que la risa”.
John C. Welchman comenta sobre el alcance político del trabajo de Okón, centrándose en cuestiones de conflicto y violencia: “En una dimensión, desde las disputas callejeras hasta la guerra abierta y, en otra, desde lugares domésticos a institucionales, las cuestiones de conflicto y violencia han sido durante mucho tiempo centrales en el trabajo de Yoshua Okón. Se podría decir que el artista ha organizado su compromiso con las economías sociales y políticas del conflicto como una especie de sistema operativo para el vanguardista compuesto de ironía, suposición, voyerismo y crítica que sustenta su método de trabajo.”
Según Andrew Berardini, la obra de Okón, “en lugar de hacernos sentir bien con su colaboración social, el artista y sus colaboradores se dan la vuelta y nos devuelven nuestras nociones preconcebidas como una especie de comedia muy oscura, donde los chistes y pantomimas hechas por la comunidad los muestra jugando con sus propios estereotipos negativos”.

## La Panadería
En colaboración con Miguel Calderón, Okón fundó La Panadería (1994-2022), un lugar de encuentro y reunión de artistas que con el tiempo se convertiría en uno de los espacios independientes más reconocidos que definieron la escena artística de los 90 en México y cimentaron el canon artístico actual.
Okón recuerda: "En abril de 1994, a la edad de 23 años y después de tres años de estudios de arte en Montreal, regresé a Ciudad de México. A mi llegada, me instalé en un viejo edificio de tres plantas en el entonces decadente barrio de Condesa. El edificio había albergado una panadería que mis padres habían comprado un año antes. Tanto el barrio como el edificio resultaron ser el lugar más adecuado para llevar a cabo el proyecto que, junto con Miguel Calderón, habíamos planeado durante los tres últimos veranos en México -inspirándonos en parte en espacios independientes de Canadá (Système Parallèle), de San Francisco (ATA) y de la propia Ciudad de México, La Quiñonera y Temístocles 44".
Aunque La Panadería adquirió rápidamente notoriedad por sus innovadoras exposiciones, el espacio también funcionaba como residencia de artistas, cineclub, sala de conciertos, espacio para presentaciones de artistas y fiestas memorables.
En esencia, explica Okón, La Panadería se fundó como un espacio poco convencional para artistas que no se limitaba a exponer obras, sino que tenía como idea principal "utilizar el espacio (y el arte) como herramienta para transformar nuestra forma de vida".
La Panadería funcionó ininterrumpidamente durante nueve años y por ella pasaron cientos de artistas nacionales y extranjeros que con el tiempo pasarían a formar parte del canon artístico mundial. El escritor Guillermo Fadanelli resume eficazmente su legado: "La Panadería, como núcleo físico que se ha expandido en todas direcciones, tuvo una libertad poco común como fundación a la hora de proponer exposiciones y llevarlas a cabo".

## SOMA
En 2009, Yoshua Okón convocó a un grupo de 19 artistas para fundar una plataforma única. Soma es una asociación sin ánimo de lucro que busca provocar la reflexión y el debate, plural y horizontal, de los diferentes acontecimientos que definen el arte y la cultura a escala nacional e internacional. Un espacio para investigar colectivamente, al margen de la academia y el mercado, qué puede ser el arte y cómo puede funcionar en diferentes contextos. Funciona a partir de tres programas centrales, que son gratuitos u operan con becas que van del 90% al 100%: Programa Educativo Soma (PES), Miércoles de Soma y Verano Soma. 
Motivado por los mismos intereses que en los años 90 impulsaron la creación de espacios independientes como La Panadería y Temístocles 44, la misión de Soma es crear las condiciones para la colaboración creativa entre pares, el aprendizaje horizontal y el intercambio crítico de ideas y conocimientos entre diferentes agentes artísticos y culturales. Proporcionar herramientas para que, independientemente del origen social, el contexto económico, el género, la disciplina o la edad, quienes se dedican a la cultura y el arte puedan articular y debatir sus posturas, discursos y acciones dentro del ámbito artístico. Según Okón, "Soma se creó y existe porque faltan plataformas de interacción en la comunidad artística. Creo que en los últimos diez años (2000-2010) la escena artística ha tendido, cada vez más, hacia prácticas individualistas en las que la mayoría de los artistas han atendido más a las demandas del mercado".

## Obras seleccionadas

###### Bocanegra, 2007
Yoshua Okón colaboró con un grupo de aficionados mexicanos al Tercer Reich, una extraña amalgama de aficionados a la historia de la Segunda Guerra Mundial, fetichistas de las insignias y aficionados. El título "Bocanegra" hace referencia a la calle de Ciudad de México donde el grupo celebra reuniones semanales, llamada así por Francisco González Bocanegra, libretista del Himno Nacional Mexicano que comienza con el verso "Mexicanos, al grito de guerra". Trabajando como una especie de observador participante, Okón escaló sus observaciones del grupo hasta convertirlas en una acción semicolaborativa, ya que los miembros aceptaron participar en una serie de situaciones orquestadas, que fueron grabadas en vídeo.

###### Risas enlatadas, 2009
El punto de partida de Risas enlatadas fue una invitación en la que se pidió a varios artistas que crearan una obra en respuesta a su experiencia en Ciudad Juárez. La obra considera esta ciudad dentro de su papel en el contexto global. Se desarrollan todos los aspectos de una imagen corporativa para lograr una construcción detallada de una falsa maquiladora que produce risas enlatadas para comedias de Hollywood. Decenas de antiguos trabajadores de maquiladoras fueron contratados como parte del proceso de investigación y como actores (las maquiladoras son lugares inaccesibles por lo que es difícil saber lo que ocurre en su interior). Risas enlatadas alude tanto a los procesos de mecanización y esclavitud en la era de la globalización como a la imposibilidad de transmitir y reproducir emociones a través de medios electrónicos. El crítico de arte Cuauhtémoc Medina señala que ha sido la alegoría más directa de Yoshua Okón a la producción neoliberal.
"En su obra asimila la idea de la maquiladora a una producción internacional de risa diversificada, pero finalmente lo que hace es sugerir que esa exportación, ese comercio, tiene que ver con enlatar una especie de elemento de bienestar. Algo que buscaba el realismo socialista -obligar a una especie de felicidad y aplauso generados por el autoritarismo- de pronto se convierte en el producto exportable al que alude. Pero, al mismo tiempo, esta pieza plantea la cuestión de dónde tiene lugar el humor."

###### Oracle, 2015
En 2014, en la localidad de Oracle, Arizona, se celebró una multitudinaria protesta contra la entrada de niños procedentes de Centroamérica en Estados Unidos. Okón habló con los líderes que organizaron la protesta, miembros de los Defensores de la Frontera de Arizona, una milicia formada por antiguos militares y policías que accedieron a crear escenas ficticias basadas en su ideología ultranacionalista y una recreación de la protesta. El título también hace referencia a Oracle Corporation, empresa conocida por sus fuertes vínculos con la CIA y ejemplo perfecto del paradigma geopolítico actual, en el que las estructuras estatales están cada vez más al servicio de los intereses corporativos privados. Oracle cuestiona la relevancia del nacionalismo en esta era transnacional, una ideología que se ha arraigado hasta tal punto que se extiende por todo el espectro político, volviéndose invisible.

###### El excusado, 2017
En colaboración con Santiago Sierra, El excusado es un inodoro funcional de lujo con la forma del Museo Soumaya de la Ciudad de México. Esta pieza se apropia de ese edificio como símbolo del poder corporativo.
El artista señala que se debe prestar atención al tema de los empresarios que acumulan fortunas tan increíblemente desproporcionadas, ya que la falta de calidad de vida es el origen de problemas como la violencia, el crimen organizado y la migración masiva. Según el diario El Economista, Carlos Slim tiene más dinero que el resto de los mexicanos juntos, y estas grandes riquezas tienen como trasfondo una enorme explotación tanto de los seres humanos como del medio ambiente.

## Exposiciones y colecciones
Okón ha realizado exposiciones individuales en el Hammer Museum, MUAC, Museo Amparo, Viafarini, Galerie Mor Charpentier, ASU Art Museum, Blaffer Museum, Ghebaly Gallery y Colby Museum, entre otros.
Su obra ha sido coleccionada por museos como la Tate Modern, Hammer Museum, MUAC, LACMA, Fundación ARCO, National Gallery of Victoria y Colección Jumex. Ha participado en las bienales de Estambul, La Habana, Manifesta, entre otras.

###### Exhibiciones individuales
2001 
- New decor, Los Ángeles, Estados Unidos[31]

2015 
- Oracle, ASU Art Museum, Phoenix, Estados Unidos.[32]

2014 
- Yoshua Okón, Galería Kake, Okayama, Japón.
- Yoshua Okón, Universidad de Ciencias y Artes de Kurashiki, Okayama, Japón.
- Salò Island, UC Irvine, UCI Contemporary Arts Center Gallery, Irvine, Estados Unidos.

2013 
- Yoshua Okón: Octopus, Cornerhouse, Mánchester, Inglaterra.

2012 
- Advisory, Conciliation and Arbitration Service, Hayward Gallery, Londres, Inglaterra.[33]
- Látex, Fundación Alumnos 47, Ciudad de México, México. Poulpe, Galerie Mor Charpentier, París, Francia.

2011 
- Pulpo, Casa Galván, Ciudad de México, México. Piovra, Kaufmann Repetto, Milán, Italia.
- Octopus, Hammer Museum, Los Ángeles, EUA. HH, Baró Galería, Sao Paulo, Brasil.

2010 
- Yoshua Okón: 2007-2010, Yerba Buena Center for the Arts, San Francisco, EUA.[34]
- Hot Dog Stick, Los Ángeles Nomadic Division (LAND), GLOW festival, Los Ángeles, Estados Unidos.[35]

2009 
- Ventanilla Única, Museo de Arte Carrillo Gil, Ciudad de México, México.[36]
- Hipnostasis, en colaboración con Raymond Pettibon, Armory Center for the Arts, Los Ángeles, Estados Unidos.
- Risas Enlatadas, Viafarini DOCVA, Fabbrica del Vapore, Milán, Italia.[37]